# Ngâm khúc
Ngâm khúc là thể loại trữ tình trường thiên thuần túy Việt Nam viết bằng thể thơ song thất lục bát, thường có quy mô tương đối  lớn (thường là trăm câu thơ, lớn hơn nữa là đến vài trăm câu thơ). Ngâm khúc là những khúc tự tình trên cơ sở xây dựng hình tượng nhân vật độc thoại.Trong thơ này nhân vật trữ tình thường thể hiện nỗi niềm hồi tưởng mong nhớ, sầu muộn, suy tư, ai oán, xót thương cho số phận mình. Ngâm khúc là sản phẩm kết hợp nhuần nhuyễn giữa thể thơ song thất lục bát với phương thức trữ tình dài hơi, gắn với số phận thăng trầm của một con người. Thể thơ song thất lục bát có câu song thất vần trắc xen câu lục bát vần bằng; có vần chân và vần lưng khiến cho âm điệu xoắn xuýt, thích hợp với tình cảm ai oán, thương xót của thể loại ngâm khúc hơn bất cứ thể loại nào khác. Ngâm khúc thường dùng nhiều tiểu đối, từ Hán Việt cho câu thơ tha thiết trang trọng. "Ngâm khúc có khi là khúc ca ai oán tình sầu, có khi là nỗi buồn thăm thẳm nhưng không bao giờ nó thoát ra buổi hoàng hôn đầy bất trắc của bóng tối phong kiến đương thời".
Các tác phẩm tiêu biểu của thể loại Ngâm khúc là: Chinh phụ ngâm của Đặng Trần Côn gồm 476 câu thơ được viết bằng chữ Nôm, Cung oán ngâm khúc của Nguyễn Gia Thiều được viết bằng chữ Nôm gồm 356 câu thơ.

## Nhân vật
Nhân vật trong thơ ngâm  khúc thường có một cảnh ngộ hết sức bi thương.Vì vậy, tác phẩm ngâm khúc nào cũng mang một tâm trạng bi thương, bi kịch của con người mà hạt nhân là niềm tiếc thương hạnh phúc một đi không trở lại.
Khát vọng hạnh phúc là tiếng nói chủ yếu của nhân vật trong thể loại ngâm khúc, là động lực của đời sống nội tâm con người được khai thác sâu sắc. Do khát vọng con người có ý thức về cuộc sống của mình, biết đặt bình diện cá nhân với trong mối tương quan so sánh trên nhiều bình diện. Bởi vậy mà các nhân vật trong Ngâm khúc, diễn biến đau khổ cũng là diễn biến của nhận thức, thái độ của xoay xung quanh các câu hỏi: Vì ai mà khổ ? Hạnh phúc là ở đâu ? Đặt câu hỏi là thủ pháp đọc đáo trong nội dung trữ tình của Ngâm khúc. Cùng với niềm tiếc thương, việc tìm kiếm hạnh phúc trong tương lai cũng là nét đặc trưng của nhân vật trong các khúc ngâm.
Nhân vật thường mang tính tổng hợp, đại diện cho một tầng lớp. một con người trong xã hội, một hoàn cảnh phổ biến. Bởi vật mà nhân vật trong Ngâm khúc thường ít mang tính cá thể hóa, riêng biệt, không bộc lộ được cá tính.

## Kết cấu
Theo quá trình gấp khúc về thời gian: Mở đầu là màn hồi tưởng về quá khứ; Phần trung tâm: cuộc sống bất hạnh của con người trong hiện tại; Kết thúc: Ước mơ về ngày mai tương sáng.